# Zajzon-kelet
Zajzon-kelet (románul: Platforma Industrială Est-Zizin vagy Uzina 2) Brassó egyik városrésze.

## Fekvése
A város keleti perifériáján, a vasút és a Száraz-Tömös közötti részen helyezkedik el. Nyugatról az Astra-negyed határolja.

## Története
A 19. században egy vasúti állomás volt itt, melyet később lebontottak. Ennek a helyén épült fel 1922-ben Dumitru Voinea öntödéje és gépgyára. Később fegyvereket és bútort is gyártottak itt. 1952-ben a gyárat államosították, és felvette az Uzina nr. 2 nevet. A rendszerváltás után az üzem neve Carfil lett, 1998-ban pedig részvénytársasággá alakult.
A gyár fejlődésével párhuzamosan, 1970–1985 között panelházak és komfort nélküli munkásotthonok is épültek. Az ipar hanyatlásával a lakók életszínvonala lezuhant. Elemi és általános iskolák nincsenek, csak egy szakközépiskola működött itt, de 2011-ben beszüntették a tanítást. 2018-ban az iskolaépületet a Brassói Sportlíceum vette át.

## Leírása
2011-es adatok szerint a városrész 6121 lakost számlál. Itt van a város hőerőműve és szeméttelepe. Brassó egyik legszegényebb és legrosszabb hírű negyedeként tartják számon, több térképen nincs is feltüntetve.